# OBN
OBN (скорочення від Open Broadcast Network) — телевізійний канал у Боснії та Герцеговині. Спочатку розпочато в 1996 році після закінчення Громадянської війни з ініціативи OHR (Офісу високого представника), щоб запропонувати альтернативу існуючим націоналістичним каналам. Він був орієнтований на основні новини, і міжнародні власники інвестували близько 20 мільйонів доларів у його розвиток як нейтрального телеканалу.
Станція стала приватною у 2000 році, коли її придбав Іван Чалета, хорватський бізнесмен і колишній власник Nova TV. Пізніше Chellomedia купила 85% акцій телебачення.[джерело?] Чалета викупив 85% акцій телеканалу AMC Networks International у листопаді 2019 року, зробивши його знову єдиним власником каналу.